# شهرستان الجزیره

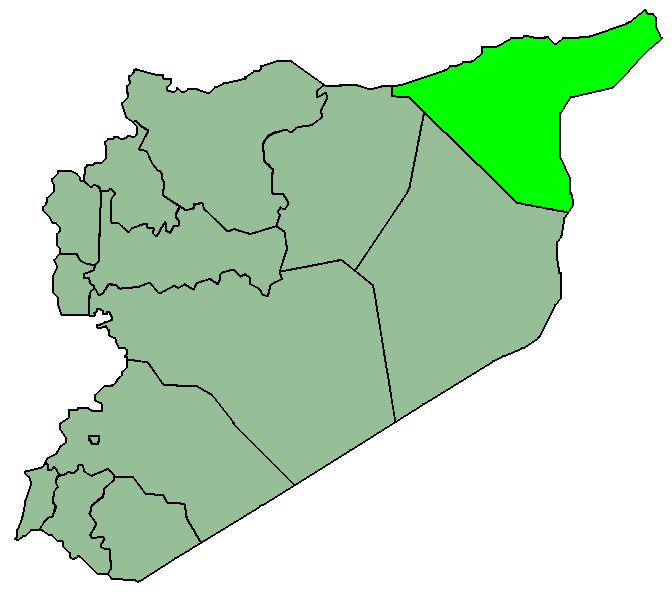
نقشهٔ موقعیت استان حسکه که تقریباً با شهرستان الجزیره مطابقت دارد. - ۲۰۰۷

شهرستان الجزیره (به فرانسوی: Djézireh‎) شهرستانی است که به دست قیومت فرانسه بر سوریه در سال ۱۹۲۰، بعد از مراسم تقسیم با استقلال مالی و اداری در داخل دولت حلب احداث شد. این شهرستان در تقسیمات امروزی همانند استان حسکه است.
طبق سرشماری‌های سال ۱۹۴۹، تعداد مسلمانان عرب ۵۰ هزار، مسلمانان کرد ۶۰ هزار و مسیحی‌ها حدود ۵۶ هزار نفر برآورد شده است.